# Tapio Rautavaara
Kaj Tapio ”Tapsa” Rautavaara, född 8 mars 1915 i dåvarande Birkala, nuvarande Nokia i Finland, död 25 september 1979 i Helsingfors, var en finländsk sångare (basbaryton), sångtextförfattare, skådespelare och idrottare. Han vann bland annat spjuttävlingen vid OS 1948 i London.

## Biografi
Rautavaara växte upp i norra Birkala i nuvarande Nokia med sin ensamstående mor, sömmerskan Hilda (död 1965). Modern härstammade från Nokia, men flyttade till Åggelby när Tapio var tre veckor gammal. Familjen Rautavaara var fattig och hade ofta brist på kläder och mat. Tapios far, Heikki Rautavaara, var sällan hemma och slutligen gick makarna skilda vägar. Som sexåring flyttade Tapio med sin mor till Tammerfors, men modern återvände till Åggelby 1925. Vid det tillfället var Tapio tio år gammal och fick bo i ett barnhem i Tammerfors.
Efter sexårig folkskola blev Rautavaara tidningsbud och åkte med tåget från Helsingfors till Åbo och från Helsingfors till Kouvola. Detta arbete slutade under hösten 1931, då den stora depressionen hade lett till att tågresenärerna inte hade råd att köpa tidningar. Under vintrarna 1931-1934 hjälpte Rautavaara till med stenkrossning vid idrottsplatsen i Åggelby. Rautavaara hatade detta arbete; det var mycket tungt i kylan. Därefter hade han många olika arbeten, bland annat som skogshuggare. Under en julfest 1932 framträdde Rautavaara första gången som sångare. Hans idrottsintresse ledde till medlemskap i Finlands Riksidrottsförbund och Arbetarnas Idrottsförbund i Finland. Under sommaren 1935 återvände Rautavaara till Åggelby. 
1936-1937 låg Rautavaara i finska flottan och blev överförd till armén under andra världskriget, där han tillbringade ett år som soldat vid fronten. 1942 blev han överförd till underhållningstrupperna där hans utmärkta sångröst upptäcktes. 
Under 1940-talet fick Rautavaara en ytlig kontakt med sin far, som hade gift om sig och bodde i Åggelby. 1942 gifte sig Rautavaara med Sima Elizabeth "Liisa" Handell, med vem han hade tre döttrar. Rautavaara byggde ett hus i Åggelby, som stod färdigt 1951. Som sångare blev Rautavaara mycket populär hos det finska folket och turnerade i drygt 30 år. Även om hans popularitet avtog något under 1970-talet fortsatte han att göra framträdande som sångare till sin död.
Den 25 september 1979 halkade Rautavaara och föll i Dickursby simhall och slog huvudet i golvet. Han fördes till en närliggande klinik, men hans skador betraktades inte som allvarliga eftersom det ansågs att han var full. Men nästa natt kollapsade han och dog av en hjärnblödning. Han är begravd på Malms begravningsplats i Helsingfors.

## Idrottaren
Efter kriget tävlade Rautavaara i spjutkastning. Han blev bronsmedaljör i EM 1946 och 5:a i EM 1950. Han blev finsk mästare i spjut 1944-45, och 1947-49. Hans största merit var OS-guld i spjut i London 1948 med ett kast på 69,77. I efterhand menade han dock att han var fel man att vinna spjutkastningen i London. En av hans motståndare, amerikanen Steve Seymour var enligt Rautavaara bättre, men hade otur.   Karriärens längsta kast kom 1945, då Rautavaara kastade 75,47.
Rautavaara var också en duktig bågskytt och var med i det finska lag som vann världsmästerskapet för lag 1958 och han var finsk mästare i bågskytte 1955. 

## Sångaren och skådespelaren
Rautavaaras skivinspelningar började 1946, då med sången "Lokki". Därefter gjorde Rautavaara och Reino Helismaa skivinspelningar av sånger skrivna av J. Alfred Tanner. Under sin långa karriär, framförde Rautavaara många sånger av Helismaa och Toivo Kärki, däribland "Lapin jenkka", "Kulkuri ja joutsen", "Rakovalkealla" och "Reppu ja reissumies". I några fall komponerade Rautavaara musiken till sångerna, till exempel "Ontuva Eriksson", som var en dikt av Oiva Paloheimo. Totalt gjorde Rautavaara 328 skivinspelningar och sitt sista framträdande gjorde han sex månader innan sin död. Det var under en minneskonsert för Reino Helismaa 1979, då framförde han "Kulkuri ja joutsen" och "Rakovalkealla".
Som skådespelare medverkade Rautavaara i filmer efter andra världskriget och dök upp i över 20 filmer. Den sista filmen kom 1970. 

## Eftermäle
Ett minnesmärke över Tapio Rautavaara restes i Åggelby centrum i Helsingfors, där han tillbringade största delen av sitt liv.
Cornelis Vreeswijk tolkar flera av Rautavaaras sånger på albumet En spjutkastares visor. 

## Populära sånger
- "Isoisän olkihattu"
- "Reppu ja reissumies"
- "Korttipakka"
- "Lapin jenkka"
- "Rosvo-Roope"
- "Päivänsäde ja menninkäinen"
- "Juokse sinä humma"
- "Huutolaispojan laulu"
- "Kulkuri ja joutsen" (Lite grann från ovan)
- "Tuopin jäljet"
- "Yölinjalla"
- "Sininen uni"
- "Anttilan keväthuumaus"
- "Häävalssi"
- "Merenkyntäjä Mikko Andersson" (Vårvindar friska)

### Filmroller
- "Vain sinulle" (1945)
- "Synnin jäljet" (1946)
- "Kuudes käsky" (1947)
- "Kultamitalivaimo" (1947)
- "Sinut minä tahdon" (1949)
- "Aila, Pohjolan tytär" (1951)
- "Rion yö" (1951)
- "Salakuljettajan laulu" (1952)
- "Pekka Puupää" (1953)
- "Kaksi hauskaa vekkulia" (1953)
- "Me tulemme taas" (1953)
- "Kummituskievari" (1954)
- "Veteraanin voitto" (1955)
- "Villi Pohjola" (1955)
- "Kaunis Kaarina" (1955)
- "Kahden ladun poikki" (1958)
- "Suuri sävelparaati" (1959)
- "Molskis, sanoi Eemeli, molskis!" (1960)
- "Tähtisumua" (1961)
- "Villin Pohjolan salattu laakso" (1963)
- "X-Baronen" (1964)
- "Anna" (1970)

## Utmärkelser
- Riddartecknet av I klass av Finlands Lejons orden[7]
- Frihetsmedaljens 2. klass[7]
- Frihetsmedaljens 1. klass[7]
- Finlands idrottskulturs förtjänstkors[7]

[Redigera Wikidata]